# Бобринский, Алексей Павлович
Граф Алексе́й Па́влович Бо́бринский (19 февраля [3 марта] 1826, Павловск, Санкт-Петербургская губерния — 8 [20] октября 1894, Канны) — государственный деятель, генерал-лейтенант (16.04.1872), министр путей сообщения Российской империи (1871—1874), член Государственного совета (1871-1874). Крупный сахарозаводчик, владелец Богородицкой усадьбы Бобринских, правнук Екатерины II и Григория Григорьевича Орлова. Религиозный деятель, один из сподвижников Василия Пашкова.

## Биография
Родился 19 февраля 1826 года в Павловске Санкт-Петербургской губернии. Сын гвардии штаб-ротмистра графа Павла Алексеевича Бобринского и его жены Юлии, дочери Станислава Юноши-Белинского.
Крестился 18 сентября 1826 года в родовом имении в Никольской церкви (не сохранилась) села Иевлево Богородицкого уезда. Восприемники: граф Алексей Алексеевич Бобринский и графиня Анна Владимировна Бобринская.
По окончании Александровского лицея в 1844 году поступил на службу в Министерство иностранных дел. В 1846 году вышел в отставку и поселился в своём имении Богородицкого уезда Тульской губернии, где был избран уездным предводителем дворянства. 30 августа 1861 года получил чин полковника.
Участвовал в Крымской войне в рядах стрелкового полка императорской фамилии. После войны продолжил военную службу и в 1868 году стал генерал-майором свиты императора Александра II. Принимал непосредственное участие в реформах Александра II. В 1866 году разработал и добился утверждения Устава «Общества взаимного поземельного кредита»
С мая 1871 года назначен товарищем (заместителем) министра путей сообщения. Со 2 сентября 1871 года — министр. Находясь в должности, последовательно выступал за строительство железных дорог за счёт казны и против безусловных и бессрочных гарантий по облигациям частных железных дорог. Граф Бобринский содействовал широкому железнодорожному строительству; к моменту его отставки сеть железных дорог в Европейской России превысила 21 тысячу вёрст.
16 апреля 1872 года получил чин генерал-лейтенанта. 10 июля 1874 года вышел в отставку и поселился в своем имении в Богородицке, где занимался исключительно воспитанием детей и заботился о распространении Евангелия в народе (см. Евангельские христиане). В 1884 году из-за своей религиозной деятельности (вслед за соратниками В. А. Пашковым и М. М. Корфом) был выслан из России. Скончался от острого воспаления печени 8 (20) октября 1894 года во Франции, в Канне, где и был похоронен.

## Награды
Российские:
- Орден Святого Владимира 4-й степени (17.04.1859)
- Орден Святого Станислава 2-й степени с императорской короной (30.08.1865)
- Орден Святого Владимира 3-й степени (16.04.1867)
- Орден Святой Анны 1-й степени с императорской короной (30.08.1873)

Иностранные:
- Шведский орден Меча, командорский крест (1859)
- Ольденбургский орден Заслуг герцега Петра-Фридриха-Людвига, командорский крест 2-й степени (1863)
- Персидский орден Льва и Солнца 1-й степени (1873)

## Роль в истории Тульской губернии
По примеру своего дяди графа А. А. Бобринского активно занимался хозяйственной деятельностью. В 1848 году построил в Богородицке сахарный завод, проработавший до 1922 года. Для обеспечения завода сырьем, сахарной свеклой, создал 5 хуторских хозяйств. Для обеспечения завода топливом в 1856 году заложил Товарковскую угольную копь, одну из первых в Подмосковном угольном бассейне.
Алексей Павлович восстановил родовое имение Бобрики, пришедшее в запустение, отстроив пострадавший от пожара дворец основателя рода А. Г. Бобринского и возродив усадебный парк, созданный А. Т. Болотовым.
В период нахождения А. П. Бобринского в должности министра путей сообщения была достроена Сызрано-Вяземская железная дорога через Тулу с ветвью на Богородицк и Ефремов.

## Религиозная деятельность

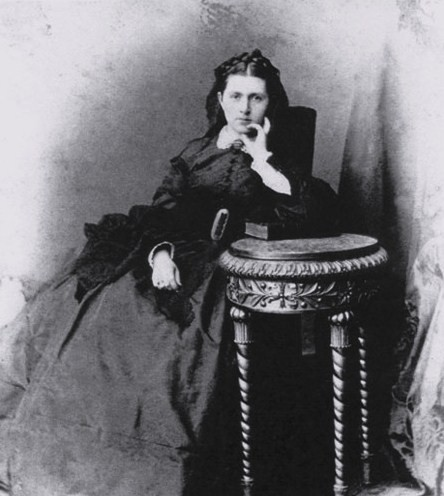
Александра Бобринская

В 1874 году А. П. Бобринский познакомился с британским миссионером бароном Г. Редстоком, в ходе общения с которым изменил своё скептическое отношение к религии. «Каждый стих приведенный мною в доказательство правильности моих взглядов, немедленно становился как бы стрелою, направленной против меня, — вспоминал он. — Во время нашей беседы я почувствовал силу Духа Святого. Я не мог объяснить, что со мною произошло, но я получил рождение свыше».
Обратившись в веру, он принял активное участие в работе основанного другим последователем Г. Редстока В. А. Пашковым «Общества поощрения духовно-нравственного чтения», финансово поддерживал издание и последующее распространение Библии, журнала «Русский рабочий» и духовно-нравственной литературы протестантизма в Санкт-Петербурге и Тульской губернии, лично проводил религиозно-назидательные беседы. Современники считали Бобринского красноречивым проповедником.
После признания деятельности «Общества поощрения духовно-нравственного чтения» незаконной и начала государственного преследования его участников, получивших со стороны властей наименование «секты пашковцев», был вынужден покинуть Россию.
Российскими евангельскими христианами считается, наряду с Г. Редстоком, В. А. Пашковым и их сторонниками, деятелем «Великого пробуждения» и одним из основателей евангельского христианства в России.

## Семья

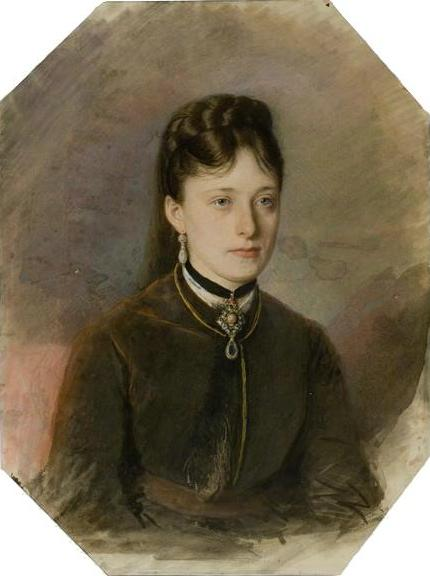
А. А. Бобринская на портрете И. Н. Крамского

Жена (с 15 января 1861 года) — Александра Алексеевна Писарева (14.04.1843—12.07.1905), правнучка генерал-поручика М. В. Муромцева. В родословных росписях числится дочерью уездного предводителя дворянства тульской губернии Алексея Александровича Писарева (1779—18.12.1855) и Софьи Ивановны Шнейдер (1813—после 1858), но в действительности была дочерью Владимира Артемьевича Раевского (1811—1857). По словам С. Голицына, из-за немощности и своей непомерной толщины Писарев не мог справляться со своими супружескими обязанностями, поэтому молодая жена его совершенно открыто жила с соседом по имению поручиком Раевским и каждого их ребёнка Писарев записывал на свое имя. Овдовев, 17 февраля 1856 года Софья Ивановна вышла замуж за Раевского. Друживший с её детьми граф Л. Толстой, писал: «Я всех их знал как людей всесторонне образованных и передовых. Со всеми встречался и со всеми был в хороших отношениях». Графиня Бобринская занималась благотворительностью, организовала в имении ткацкие мастерские. Последние годы жила во Франции, умерла от паралича сердца в Каннах, похоронена там же на местном протестантском кладбище. В браке было восемь детей:
1. Алексей (1861—1862)
2. Алексей (1864—1909), служил при Императорских театрах, женат на Варваре Николаевне Львовой (1865—1940). В браке родилось 5 детей: Николай (1890—1964), известный зоолог, географ, Александр (1891—1916), Гавриил (1892—1965), Мария (4.2.1894 — ?), Наталья (4.2.1894 — 1952)
3. Софья (1866—1928), обучалась медицине в Лондоне, организовала в родовом имении курсы сестер милосердия. В Русско-японскую войну была начальником медицинского отряда, с 1914 года возглавляла санитарную службу Кавказского фронта; награждена двумя серебряными Георгиевскими медалями. После революции жила в Москве у племянника Н. А. Бобринского. Похоронена на Востряковском кладбище.
4. Юлия (1867—1903), жена князя Г. Е. Львова, через 2 года после свадьбы скончалась, детей не было.
5. Владимир (1868—1927), женат на Марии Матвеевне Никоновой, в браке родилось 5 детей: Георгий / Григорий (1901—1985), офицер Преображенского полка в Гражданскую войну, американский лингвист и филолог, Наталья (1902—1992), замужем за Леонидом Байдаком, Юлия (1904—1982), Софья (1908—2000), замужем за донским казаком инженером Николаем И. Грековым, Алексей (1910—1974).
6. Пётр (1869—1920), в 1919 году арестован за контрреволюционную агитацию, умер в тюрьме.
7. Павел (1869—1932), близнец, после революции жил в Гаграх, был арестован и отправлен в концентрационный лагерь в Красноводске. Его жена Варвара Александровна Федорова была расстреляна в 1918 году.
8. Лев (1878—1922), адъютант Варшавского генерал-губернатора, умер в тюрьме.

## Память
В Богородицке, на станции Жданка установлен бюст Алексея Павловича Бобринского.